# Польговски, Эухенио
Эухенио Грегорио Польговски Эскурра (исп. Eugenio Gregorio Polgovsky Ezcurra) (29 июня 1977, Мехико, Мексика - 11 августа 2017, Лондон, Великобритания) - мексиканский актёр, преподаватель, продюсер, редактор, режиссёр-документалист и фотограф. Являлся также преподавателем секции документального кино совместного российско-мексиканского бикультурного центра кино и актёрского мастерства в Мехико.

## Биография
Родился 29 июня 1977 года в Мехико. Начиная с самого раннего детства увлёкся фотоискусством, сделав ряд снимков, которые он изображал повседневную жизнь маргинализированных людей людей в Мехико и во всем мире. В квартире, где он жил с родителями он устроил угол для проявки и печати, затем он свои фотографии клал в фотоколлекции. Фотографии будущего кинематографиста приняли участие в двух выставках - Образы Кракова и Достопримечательности Мексики и США.
В кино дебютировал ребёнком, сыграл роль Эухенио в телесериале Дедушка и я, а спустя 4 года снялся в роли Рулетаса в фильме Изнутри, сердце. Больше актёрских работ у кинематографиста нет.
В 1994 году он стал обладателем премии ACCU/UNESCO за фотографию двух музыкантов в изгнании, переживших войну в Кракове.
В 1999 году поступил в Кинематографический учебный центр в Мехико на курс режиссёра-постановщика и получил красный диплом в 2004 году. В 2004 году снял свой первый документальный фильм, всего кинематографист снял пять таких фильмов. Первый документальный фильм Тропик Рака принёс кинематографисту ряд международных наград, последующие документальные фильмы также принесли кинематографисту международные награды. Входил в состав официального жюри различных кинофестивалей. Всего за свою карьеру, кинематографист был отмечен более чем 30 национальными и международными наградами в номинациях монтаж, режиссура и фотография.

### Последние годы жизни
Ответственная работа в области кинематографии резко подорвало здоровье кинематографиста, что стало причиной его преждевременного ухода из жизни. 
Скорпостижно скончался 11 августа 2017 года в Лондоне.

## Фильмография

### Телесериалы
- 1992 - Дедушка и я - Эухенио.

### Фильмы
- 1996 - Изнутри, сердце - Рулетас.
- 2003 - Семья Ласос (оператор-постановщик)
- 2006 - Птичий убийца (оператор-постановщик)
- 2007 - Дефицит (оператор-постановщик)

### Документальные фильмы
- 2008 - Наследники (режиссёр-оператор)
- 2012 - Митоте (режиссер-оператор)
- 2016 - Воскрешение (режиссёр-оператор)
- 2022 - Малинсин 17 (режиссёр-оператор)